# SS Baychimo
SS Baychimo – brytyjski statek towarowy o napędzie parowym. Początkowo służył pod banderą niemiecką pod nazwą SS „Ångermanelfven”, został przekazany Wielkiej Brytanii w ramach reparacji wojennych. Używany do transportu skór i innych materiałów wykorzystywanych w handlu z Innuitami, zamieszkującymi wybrzeża Wyspy Wiktorii. Statek należał do Kompanii Zatoki Hudsona. 1 października 1931 roku został uwięziony w paku lodowym. Wobec braku możliwości uwolnienia statku załoga opuściła jednostkę. Wrak był widywany do 1969 roku.

## Historia
Statek został zwodowany w Göteborgu w 1914 roku. Miał 70,1 metra długości i tonaż 1322 ton, mógł rozwijać prędkość do 10 węzłów (ok. 19 km/h). Pierwotnie nosił nazwę „Ångermanelfven” i był używany do połączeń handlowych pomiędzy Hamburgiem a Szwecją. Po I wojnie światowej został przekazany Wielkiej Brytanii w ramach reparacji wojennych. W 1921 roku wszedł w skład floty handlowej Kompanii Zatoki Hudsona i został przetransportowany do Ardrossan, już pod zmienioną nazwą SS „Baychimo”. Odbył 9 udanych rejsów wzdłuż wybrzeży Kanady. 21 czerwca 1928 roku statek wszedł na mieliznę niedaleko Pole Island w zatoce Camden na Alasce, został jednak uwolniony już następnego dnia. Pływał pod banderą brytyjską do 1931 roku.

### Wypadek
1 października 1931 roku, w trakcie rejsu z ładowniami wypełnionymi transportem skór, SS „Baychimo” napotkał pak lodowy, w którym utknął. Z uwagi na brak możliwości oswobodzenia statku, załoga zdecydowała się go opuścić. Po zejściu z pokładu marynarze przeszli około pół mili po zamarzniętych wodach zatoki i dotarli do miasta Barrow na północnym wybrzeżu Alaski, gdzie spędzili dwa dni. W tym czasie statek uwolnił się z lodu i zaczął dryfować. Został dostrzeżony 6 dni po opuszczeniu go przez załogę. 15 października Kompania wysłała samolot, który miał ewakuować 22 marynarzy, mimo to 15 spośród nich odmówiło i postanowiło przeczekać zimę na miejscu. Zbudowali oni niewielkie obozowisko i szałas w pewnej odległości od miasta. 24 października potężna burza śnieżna nawiedziła okolicę. Po tym wydarzeniu lokalni mieszkańcy nie zaobserwowali żadnych śladów obecności jednostki. Kapitan SS „Baychimo” uznał, że musiała zatonąć podczas sztormu, jednak parę dni później innuicki myśliwy przekazał mu informację o tym, iż widział statek, gdy polował na foki około 45 mil morskich (72 km) od tego miejsca. Załoga zlokalizowała jednostkę i zabrała z ładowni najcenniejsze futra, po czym opuściła transportowiec, argumentując swoją decyzję tym, że statek wkrótce zatonie i nie zdoła przetrwać zimy.

## Statek widmo
Statek jednak nie zatonął i był obserwowany przez następne kilkadziesiąt lat. Ludzie kilka razy zdołali dostać się na pokład, ale było ich zbyt mało lub pogoda nie pozwalała na kontrolowanie jednostki. Dryfujący transportowiec był widziany po raz ostatni w 1969 roku na Morzu Czukockim, na północny zachód od terytorium Alaski. Jego dalszy los nie jest znany. Najprawdopodobniej zatonął, lecz nie można tego potwierdzić z uwagi na fakt, iż do tej pory nie odnaleziono wraku. Od momentu utracenia kontroli nad statkiem był on widywany wielokrotnie na wodach terytorialnych Alaski i Kanady.
Lista obserwacji dryfującego SS „Baychimo”:
- Parę dni po opuszczeniu przez załogę statek został dostrzeżony przez lokalnego myśliwego, 45 mil od miejsca, gdzie utknął w lodzie.
- Kilka miesięcy później udało się zlokalizować jednostkę, tym razem około 300 mil (480 km) na południe od miejsca ostatniej obserwacji.
- W marcu 1932 roku był widziany niedaleko brzegu przez człowieka podróżującego do Nome na Alasce.
- Parę miesięcy później został zauważony przez grupę poszukiwaczy minerałów.
- W sierpniu 1932 roku na jego pokład zdołało wejść 20 ludzi (pracowników kompanii handlowej).
- W marcu 1933 roku grupa Eskimosów została uwięziona na 10 dni na pokładzie parowca, gdy okolicę nawiedził nagły sztorm.
- W sierpniu 1933 roku Kompania Zatoki Hudsona otrzymała informację o obserwacji ich statku na pełnym morzu.
- W 1934 roku grupa śmiałków przybiła do burty SS „Baychimo” i weszła na pokład.
- We wrześniu 1935 roku był widziany przy północno-zachodnim wybrzeżu Alaski.
- W listopadzie 1939 roku odnotowano ostatnie udane wejście na pokład jednostki. Dokonał go kapitan Hugh Polson, z zamiarem odzyskania kontroli nad parowcem, jednak duża ilość kry i pak lodowy pokrzyżowały jego plany.
- Po roku 1939 był widywany kilka razy, jednak zawsze tracono z nim kontakt i nie udawało się wejść na pokład.
- W marcu 1962 roku zauważyła go grupa Innuitów blisko brzegu, gdy dryfował przez Morze Beauforta.
- W 1969 roku został odnaleziony 38 lat po opuszczeniu przez załogę. Podobnie jak wtedy był unieruchomiony w lodzie.

W 2006 roku rząd Alaski zainteresował się losem statku i rozpoczęto kampanię mającą na celu odnalezienie statku, do tej pory jednak poszukiwania nie przyniosły rezultatów.